# 釣りびと万歳
『釣りびと万歳』（つりびとばんざい）は、2013年3月31日からNHKで放送されている釣り番組である。

## 番組概要
その土地ならではの釣り方や珍しい釣りのテクニックを地元の指南役“釣り兄貴”から教わりながら、日本全国の様々な魚に挑戦する番組である。
2023年10月7日から2024年3月30日まではNHK総合でも放送された（東北地方・東海地方を除く）。

## 放送時間
NHK BSプレミアム→NHK BS
- 月曜日 19:00 - 19:30（放送開始 - 2015年3月22日）
- 日曜日 17:30 - 18:00（2015年4月5日 - ）

NHK BS4K→NHK BSプレミアム4K
- 日曜日 18:15 - 18:45（2019年4月5日 - 2020年3月27日）
- 木曜日 21:30 - 22:00（2020年4月2日 - 2021年3月25日）
- 日曜日 17:30 - 18:00（2021年4月4日 - 2024年3月31日）
- 月曜日 22:00 - 22:30（2024年4月1日 - ）

NHK総合
- 土曜日 10:05 - 10:35（2023年10月7日 - 2024年3月30日）

## 放送リスト

### 2021年
| 2021年 | 2021年   | 2021年                            | 2021年           | 2021年             | 2021年 |
| 回     | 放送日   | サブタイトル                      | 釣り場所         | 釣り人             |        |
| ------ | -------- | --------------------------------- | ---------------- | ------------------ | ------ |
|        | 9月26日  | 秘境に潜む幻のイワナを追う        | 静岡県大井川源流 | 辻本達規           |        |
|        | 10月3日  | タチウオテンヤでドラゴンを狙え！  | 神奈川県横須賀   | 反橋宗一郎         |        |
|        | 10月10日 | 高級魚ノドグロとだましだまされ    | 青森県鯵ヶ沢     | 田中要次           |        |
|        | 10月17日 | 難敵ハガツオと真っ向勝負！        | 高知県宿毛       | RENA               |        |
|        | 10月24日 | 高級魚キジハタと縁結び            | 島根県出雲       | テツ               |        |
|        | 10月31日 | 伝統の“カモシ釣り”で大鯛を!       | 千葉県勝浦       | 板橋駿谷           |        |
|        | 11月7日  | 秋の絶品 オニカサゴでリベンジ     | 静岡県伊豆       | 福山康平           |        |
|        | 11月14日 | 風の日本海 難敵アマダイとの根比べ | 山形県酒田       | 嘉門タツオ         |        |
|        | 11月21日 | 脂のり抜群 金華さばに挑む!        | 宮城県金華山沖   | 滝沢沙織           |        |
|        | 11月28日 | ラッキョウで狙え!旬のイイダコ     | 千葉県富津       | 大鶴義丹           |        |
|        | 12月5日  | 未知との遭遇 カワハギと知恵比べ!  | 千葉県内房       | パックン           |        |
|        | 12月12日 | 神出鬼没!冬の大サワラに挑む       | 千葉県東京湾     | 中山優馬           |        |
|        | 12月19日 | どデカ!一升瓶アイナメを狙え       | 岩手県釜石       | ガレッジセールゴリ |        |
|        | 12月26日 | 力勝負!巨大マダコを引きあげろ     | 茨城県日立       | 坂本遥奈           |        |

### 2022年
| 2022年 | 2022年  | 2022年                              | 2022年         | 2022年                 | 2022年 |
| 回     | 放送日  | サブタイトル                        | 釣り場所       | 釣り人                 |        |
| ------ | ------- | ----------------------------------- | -------------- | ---------------------- | ------ |
|        | 1月9日  | ボートで狙え!カマス48cm             | 三重県名倉湾   | 松井珠理奈             |        |
|        | 1月16日 | 勝負は瞬間!大サワラを狙い撃て       | 静岡県駿河湾   | つるの剛士             |        |
|        | 1月23日 | 房総の“黒いダイヤ”クロムツをねらえ! | 千葉県鴨川市   | じゅんいちダビッドソン |        |
|        | 1月30日 | 東北の縁起もの! ナメタガレイを狙え  | 宮城県石巻     | 渡部陽一               |        |
|        | 2月6日  | 秋の絶品 オニカサゴでリベンジ       | 静岡県伊豆     | 福山康平               |        |
|        | 2月13日 | 真冬の出会い!東京湾のアカメフグ     | 神奈川県横浜沖 | はるな愛               |        |

## スタッフ
- 語り：生瀬勝久（2022年5月1日 -）
- テーマ曲：おつかれーず「きみの町まで」[1]（2013年3月 -）
- 挿入歌：野田愛実「おかえり」
- 製作著作:NHK

過去のスタッフ
- 語り：田中美佐子（2019年4月 - 2022年3月27日）